# Harry Hoogstraal

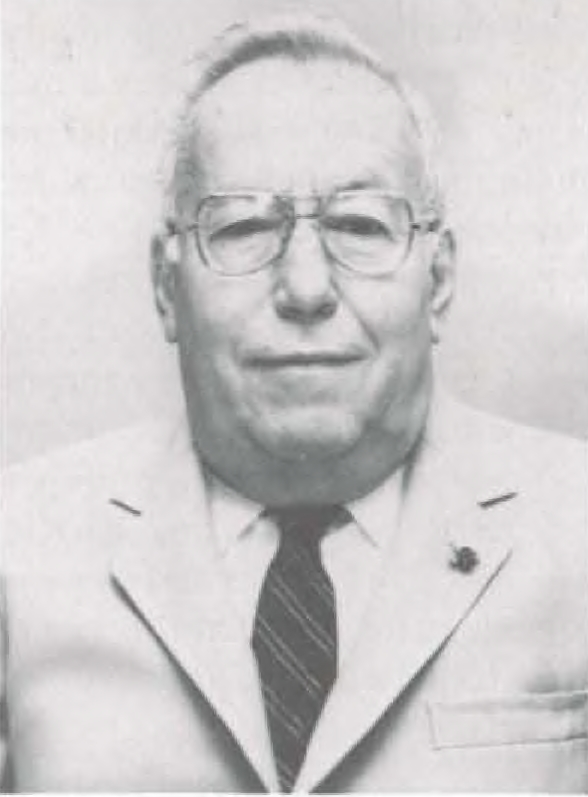
Harry Hoogstraal

Harry Hoogstraal (geboren am 24. Februar 1917 in Chicago, Illinois; gestorben am 24. Februar 1986 in Kairo) war ein US-amerikanischer Tropenmediziner, Acarologe und Parasitologe.

## Jugend und Studium
Harry Hoogstraal wuchs in Chicago auf und wurde von seiner Mutter zusammen mit seiner Schwester zu den regelmäßig am Samstagmorgen stattfindenden Vorlesungen für Kinder im Field Museum of Natural History gebracht. Bald durften die Kinder auch am Nachmittag an den Vorlesungen für Erwachsene teilnehmen, die von Prominenten wie dem Polarforscher Richard E. Byrd oder den Abenteurern und Dokumentarfilmern Osa Johnson und Martin Johnson gehalten wurden. Darüber hinaus wurde Harry der Besuch der Forschungsabteilungen gestattet.
Bis 1934 besuchte Harry Hoogstraal die Fenger High School in Chicago. Anschließend studierte er Zoologie an der University of Chicago und erlangte 1938 den Bachelorgrad. Während seines Masterstudiums, zwischen 1938 und 1941, nahm er an drei Expeditionen nach Mexiko teil, die die Verbreitung und die Krankheiten verschiedener Tierarten erforschen sollten. Während einer dieser Expeditionen verunglückte Hoogstraal auf einer Bergstraße, als die Bremsen seines Fahrzeugs versagten. Er erlitt schwerste Verletzungen und konnte nur gerettet werden, weil in dem behandelnden Krankenhaus in Mexiko-Stadt zufällig zwei US-amerikanische Ärzte anwesend waren, die ein damals neu entwickeltes Sulfonamid mitführten.

## Forschung und Lehre
1942 erhielt Hoogstraal seinen Masterabschluss und trat in die United States Army ein. Während seiner Dienstzeit erforschte er die Malaria und die Stechmückenfauna von Papua-Neuguinea und den Philippinen. Dabei begann er mit der Planung einer zoologischen Expedition auf die Philippinen. Es gelang ihm, Karl P. Schmidt, den Kurator der zoologischen Sammlung des Field Museum of Natural History, für seine Pläne zu gewinnen. In Kooperation mit dem Nationalen Museum der Philippinen wurde unter Hoogstraals Leitung kurz nach Ende des Zweiten Weltkriegs von US-amerikanischen und philippinischen Forschern eine umfangreiche faunistische Untersuchung der philippinischen Inseln Luzon, Mindanao und Palawan durchgeführt. Mehrere Hunderttausend dabei gesammelte Tiere, von denen etliche bis dahin unbekannt waren, wurden auf die Sammlungen des philippinischen Nationalmuseums und des Field Museum aufgeteilt.
1948 bis 1949 untersuchte Hoogstraal in Ostafrika und auf Madagaskar im Auftrag der United States Navy und der University of California die Beziehungen von Parasiten und ihren Wirten. 1949 wurde er Leiter der sudanesischen Niederlassung der Naval Medical Research Unit Three (NAMRU-3) und untersuchte Parasit-Wirt-Beziehungen in der Provinz Äquatoria. Die dort durchgeführten Untersuchungen waren die Grundlage für seine 1956 veröffentlichte und 1100 Seiten umfassende Monografie über die Zecken des Sudan.
1950 wurde Hoogstraal Leiter der Abteilung für medizinische Zoologie des NAMRU-3 in Kairo und behielt diese Position bis zu seinem Tod. Er setzte sein Postgraduiertenstudium fort und erwarb 1959 einen Ph.D. der London School of Hygiene and Tropical Medicine. 1971 erhielt er ebenfalls von der London School den akademischen Grad eines Doctor of Science.
Hoogstraal beschrieb mehrere Hundert Taxa, überwiegend Parasiten. Er verfasste alleine oder gemeinsam mit Fachkollegen mehr als 500 Publikationen, darunter eine Bibliografie der Zecken und der von ihnen übertragenen Infektionskrankheiten in acht Bänden. Er gab mehr als 1.750 Bücher und Aufsätze heraus, die in den Ländern des Warschauer Pakts in osteuropäischen Sprachen erschienen waren und auf sein Betreiben ins Englische übersetzt wurden.
Hoogstraal war Mitglied zahlreicher wissenschaftlicher Vereinigungen. Ab 1984 war er Präsident der American Society of Parasitologists und 1986 Kandidat für das Amt des Präsidenten der American Society of Tropical Medicine and Hygiene.
Harry Hoogstraal galt als die weltweit führende Autorität in der Taxonomie der Schildzecken. Darüber hinaus war er ein anerkannter Experte für Ökologie, Zoogeografie, Arboboviren, Rickettsien, Parasitologie und Epidemiologie. Er starb am Morgen seines 69. Geburtstags im Schlaf. In einem Nachruf wurde er als ein herausragender medizinischer Entomologe und als größte Autorität über Zecken und die von ihnen übertragenen Krankheiten die jemals gelebt hat bezeichnet (englisch one of the outstanding medical entomologists of this or any generation and, without question, the greatest authority on ticks and tickborne diseases who ever lived).

## Ehrungen und Dedikationsnamen (Auswahl)
Hoogstraal wurde von zahlreichen wissenschaftlichen und staatlichen Institutionen für seine Forschungen geehrt. Herausragend sind die Walter Reed Medal der American Society of Tropical Medicine and Hygiene und seine beiden Ehrendoktortitel:
- Ehrendoktorwürde der Ain-Schams-Universität (1978)
- Ehrendoktorwürde der Universität Khartum (1983)[4]

Nach Harry Hoogstraal wurden mehr als 200 Arten benannt, überwiegend Parasiten und ihre Wirte aus dem gesamten Tierreich:
- Busuanga-Hörnchen, Sundasciurus hoogstraali (Sanborn, 1952).
- Hoogstraals Rennmaus, Gerbillus hoogstraali (Lay, 1975).
- Hoogstraals Streifengrasmaus, Lemniscomys hoogstraali (Dieterlen, 1991).
- Hoogstraals Buschschliefer, Heterohyrax brucei hoogstraali (Setzer, 1956).
- Hoogstraals Elfenblauvogel, Irena cyanogastra hoogstraali (Rand, 1948).
- Hoogstraals Katzennatter, Telescopus hoogstraali (Schmidt & Marx, 1956).
- die Schildzecken Ixodes hoogstraali (Arthur, 1955) und Rhipicephalus hoogstraali (Kolonin, 2009).
- der Weberknecht Leiobunum hoogstraali (Goodnight & Goodnight, 1942).

## Veröffentlichungen (Auswahl)
- Harry Hoogstraal: Philippine zoological expedition, 1946-1947. Narrative and itinerary. In: Fieldiana Zoology 1951, Band 33, Nr. 1, Digitalisat.
- Harry Hoogstraal: Bibliography of ticks and tickborne diseases from Homer (about 800 B.C.) to 31 December 1969. 8 Bände. Special Publication, NAMRU-3, Kairo 1970–1982.[3]